# Skyscraper (1928)
Skyscraper (Brasil: Hércules do Arranha-Céu ) é um filme norte-americano de 1928, do gênero drama, dirigido por Howard Higgin e estrelado por William Boyd e Alan Hale.

## Sinopse
Blondy, um metalúrgico amante das mulheres e de brincadeiras sem graça, muda de vida ao se apaixonar pela corista Sally. Mas, ao sofrer um acidente e ficar inválido, ele se afasta de sua amada por não querer ser um peso para ela. Cabe a seu grande amigo Slim chamá-lo às falas e fazer com que fique curado física e mentalmente, pronto a voltar para os braços de Sally.

## Premiações
| Patrocinador                                  | Prêmio | Categoria               | Situação |
| --------------------------------------------- | ------ | ----------------------- | -------- |
| Academia de Artes e Ciências Cinematográficas | Oscar  | Melhor Roteiro Adaptado | Indicado |

## Elenco
| Ator/Atriz     | Personagem |
| -------------- | ---------- |
| William Boyd   | Blondy     |
| Alan Hale      | Slim       |
| Sue Carol      | Sally      |
| Alberta Vaughn | Jane       |
| Wesley Barry   | Redhead    |